# Liga 2022-23 heren (volleybal België)
Het seizoen 2022/23 van de Belgische Liga heren.

## Promoties naar en degradaties uit de Liga na vorig seizoen

### Gedegradeerde teams na vorig seizoen
Wegens het lage aantal teams was er geen sportieve degradant het voorbije seizoen.

### Gepromoveerde teams na vorig seizoen
Axis Guibertin werd kampioen in Nationale 1 en promoveerde naar de Liga.

## Vooraf
Om aan een even aantal ploegen te komen probeerde men vooraf een akkoord te vinden om Antwerpen ook te laten promoveren. Uiteindelijk werd er geen akkoord gevonden tussen de Belgian Volley League en de federatie.
De commerciële naam van de competitie wijzigde voor minstens twee seizoenen in Lotto Volley League. Tevens werd er een akkoord bereikt om iedere speeldag minstens één wedstrijd rechtstreeks uit te zenden op televisie via Proximus en Telenet. In de finale van de play-offs werden de verschillende wedstrijden allemaal live uitgezonden. Daarnaast werd iedere wedstrijd live gestreamd op de website van de Lotto Volley League. Naast de bestaande exemplaren werden er in de zalen extra camera's geplaatst om een hoge opnamekwaliteit te garanderen. Clubs konden zelf kiezen of ze al dan niet commentatoren toevoegden. Het werd hierdoor voor de clubs mogelijk om bepaalde fases van het spel te selecteren en samenvattingen of clips te maken die op sociale netwerken kunnen worden gebruikt.

## Verloop

### Voorbeschouwing
Voor aanvang van het seizoen werden Knack Roeselare en Greenyard Maaseik naar voren geschoven als de favorieten. Menen, Aalst, Haasrode Leuven en Gent zag men als de grootste kanshebbers om samen met Roeselare en Maaseik de Champions Play-Offs te halen. Guibertin, Waremme en Achel zouden volgens de prognoses in de Challenge Play-Offs aantreden.
De competitie ging van start op zaterdag 15 oktober 2022.

### Tijdens de reguliere competitie
Op de eerste speeldag lieten Roeselare en Maaseik beide verrassend een punt liggen tegen respectievelijk Guibertin en Gent. De favorieten wonnen echter wel beide hun match met 3-2. Nieuwkomer Guibertin maakte een goede start en putte vier punten uit hun eerste twee matchen. Vicekampioen Menen kende een mindere start en haalde na drie speeldagen nul punten en won ook geen enkele set. Op de vierde speeldag stonden Roeselare en Maaseik een eerste maal tegenover elkaar. Beide ploegen stonden bij aanvang respectievelijk eerste en tweede, met evenveel punten maar Roeselare had een betere setratio. Roeselare won de wedstrijd en kwam alleen aan de leiding met 11 punten. Gent was goed uit de startblokken geschoten en bekleedde na vier speeldagen de tweede plaats met 10 punten. Maaseik was derde met 8 punten. Achteraan waren Menen en Achel nog steeds puntenloos. Achel had door het bye-systeem wel een match minder gespeeld op dit moment. De vijfde speeldag was Roeselare bye. Gent won tegen Aalst met 1-3 en sprong daardoor naar de eerste plaats. Waremme kon een punt meenemen op Maaseik. In de strijd tussen de twee laagst gerangschikte ploegen haalde Menen het van Achel met 0-3. Menen veegde op deze manier de 0 van de tabellen. Achel bleef wel op 0 punten staan. De daaropvolgende speeldag sprokkelde ook Achel hun eerste punt door 2-3 te spelen tegen Aalst. Haasrode Leuven versloeg Maaseik met 3-2 en Gent won van Guibertin, eveneens met 3-2. De enige wedstrijd deze speeldag die niet op een tiebreak eindigde was Roeselare-Waremme. Daar werd het 3-0. De daarop volgende speeldag won Roeselare met 3-0 van Achel, terwijl Gent met 3-0 verloor van Menen. Roeselare sprong zo opnieuw over Gent naar de eerste plaats met een match minder gespeeld. Aalst verloor van Guibertin met 3-1 en was afgezakt naar de lagere regionen in het klassement. Daarnaast was Aalst ook uitgeschakeld in de nationale beker. Na een verliesmatch tegen het Cypriotische Omonia Nicosia in de Challenge Cup besliste het bestuur uiteindelijk om de samenwerking met trainer Idner Martins stop te zetten. Assistent Joost Van Kerckhove nam daarop voorlopig de leiding op zich. Op de achtste speeldag stonden de nummers 1 en 2 tegenover elkaar. Roeselare won met 0-3 en verstevigde zo zijn leidersplaats. Maaseik won met 1-3 van Menen. Aalst versloeg in de eerste competitiematch na het ontslag van hun trainer het met blessures geteisterde Waremme met 3-0 en klom opnieuw op naar de vijfde plaats. Achel haalde hun eerste overwinning van het seizoen door Guibertin in bedwang te houden in eigen huis. Het werd 3-1. Op de negende speeldag won Roeselare met 3-0 van Aalst. Maaseik behaalde ook de drie punten tegen Guibertin en sprong zo over Gent, dat bye was deze speeldag, naar de tweede plaats in de rangschikking. Menen won op verplaatsing bij Haasrode Leuven met 2-3. Achel ten slotte won met 0-3 van Warreme. Halverwege de reguliere competitie hadden alle ploegen evenveel matchen gespeeld. Er was een duidelijke kloof ontstaan tussen de top 4 en de rest. Het verschil tussen plaats 5 en de laatste bedroeg slechts twee punten. Bovenaan liep Roeselare uit op de concurrentie. De kloof met de tweede in de stand bedroeg zes punten. De overige ploegen in de top 4 bevonden zich binnen de drie punten van elkaar.
De terugronde startte met een bye voor Maaseik. Roeselare won met 0-3 van Achel. Haasrode Leuven hield de drie punten thuis tegen Waremme. Aalst en Menen haalden belangrijke overwinningen tegen respectievelijk Guibertin en Gent, waardoor beide ploegen een kloofje sloegen met de laatste drie plaatsen en hun voorlopige plaats in de top zes verstevigden. Omdat Waremme een set had gewonnen tegen Haasrode Leuven terwijl Achel setloos bleef, gaf het de rode lantaarn opnieuw door aan Achel. Vervolgens haalden de top 2 ploegen Roeselare en Maaseik de drie punten tegen respectievelijk Haasrode-Leuven en Achel. Gent versloeg Waremme. In het duel tussen de nummers 7 en 6 trok Menen aan het langste eind. Het won met 1-3 van Guibertin en verstevigde zo hun top 6 plaats. Aalst was bye. Vervolgens namen Menen en Aalst het tegen elkaar op. Deze match was zeer belangrijk voor beide teams met het oog op een top 6 plaats. Uiteindelijk deelden ze de punten na een vijfsetter. Het werd 2-3 in het voordeel van Aalst, dat zo twee van de drie punten verkreeg. Menen behaalde het overige punt. Achel en Haasrode Leuven maakten er ook een vijfsetter van. Deze werd uiteindelijk gewonnen door Achel, dat zo opschoof in het klassement en de laatste plaats opnieuw aan Waremme gaf. Deze laatste ploeg was tevens bye. Roeselare en Maaseik wonnen tegen respectievelijk Guibertin en Gent en konden beide hun totaal aantal punten met drie verhogen. In de daaropvolgende kelderkraker trok Waremme aan het laatste eind. Het versloeg Achel met 1-3. De rode lantaarn kwam vervolgens in handen van Guibertin. Zij verloren met 1-3 van Maaseik. Roeselare en Menen behaalden de drie punten tegen respectievelijk Aalst en Haasrode Leuven. De week nadien namen de twee laagst gerangschikte teams Guibertin en Achel het tegen elkaar op. Deze onderlinge wedstrijd zou beslissen wie de laatste plaats voor minstens een (extra) week zou bezetten. Guibertin won en sprong zo over Achel (en Waremme dat weliswaar een match minder had gespeeld) in het klassement. Achel eindigde deze speeldag op de laatste plaats. Aalst won op Waremme met 1-3. Roeselare en Maaseik wonnen beide met 3-1 tegen respectievelijk Gent en Menen. Haasrode Leuven was bye. Intussen waren Menen en Aalst opgeklommen in het klassement en kwamen plaatsen 3 en 4, Gent en Haasrode Leuven, in hun visier. Menen deed in deze strijd vervolgens een goede zaak door 3-2 te spelen in Roeselare en zo een punt mee te nemen bij de leider. Gent en Haasrode Leuven deelden de punten het werd 2-3 in het voordeel van Haasrode Leuven. Aalst deed een slechte zaak deze speeldag door met 0-3 te verliezen tegen Maaseik. Verder stond ook de Waalse confrontatie op het programma. Guibertin won met 3-0 van Waremme en kon zo mede door het verlies van Aalst alsnog in het spoor van de zesde plaats blijven. De daaropvolgende speeldag werd de indeling van de 2 nacompetities echter vastgelegd. Guibertin verloor met 3-1 van Haasrode Leuven terwijl Aalst een punt pakte op het veld van Gent. Zo werd het verschil tussen beide ploegen 4 punten. Omdat Guibertin nog een bye tegoed had, kon de ploeg nog maximaal extra 3 punten winnen in de reguliere competitie. Menen won met 3-1 van Achel. Maaseik versloeg Waremme met 0-3. De speeldag erop werden alles nog meer in een definitieve plooi gelegd. Nadat de top 6 en bodem 3 vast stonden na de vorige speeldag, lag nu de volgorde van de top 6 ook meer vast. In een rechtstreeks duel tussen de top 2 won Roeselare met 0-3 van Maaseik. Hierdoor werd de kloof tussen de nummers 1 en 2 onoverbrugbaar. Menen zette de goede reeks voort en won met 3-1 van Waremme. Dit was echter ook meteen hun laatste match in de reguliere competitie. Ze waren de laatste speeldag bye en konden geen extra punten meer sprokkelen. Haasrode Leuven won met 1-3 van Aalst. Haasrode Leuven bleef zo voor Menen staan. Gent verloor met 3-2 van Achel. Op deze manier gaf Achel de laatste plaats opnieuw door aan Waremme. Door de nederlaag van Aalst kon Gent echter niet langer zakken in het klassement. Aalst eindigde sowieso zesde. Op de laatste speeldag kon Gent nog over Menen springen. Ze konden het puntentotaal nog gelijk trekken waarna de set- of puntenratio de doorslag zouden geven. Uiteindelijk verloor Gent met 3-2 van Guibertin. Op deze manier was Menen, die bye was op de laatste speeldag, zeker van de vierde plaats. Gent eindigde de reguliere competitie als vijfde. Ook Guibertin verzekerde zich met de twee gewonnen punten van de zevende plaats. Verder pakten Achel, Roeselare en Maaseik de drie punten tegen respectievelijk Aalst, Waremme en Haasrode Leuven.

### Tijdens de Champion Play-Off
Op de eerste speeldag van de Champion Play-Off versloeg Roeselare Aalst met 3-1. Maaseik won van Haasrode Leuven met 3-2. Gent nam de drie punten mee uit Menen. Het werd 0-3. Ook Roeselare eindigde de match in Menen met 0-3. Maaseik won met dezelfde cijfers in Aalst. Gent won met 3-1 tegen Haasrode Leuven. Met  6 op 6 had Gent hun start niet gemist en waren ze opgeklomen van de vijfde naar de derde plaats van het klassement. Gent bleef daarna punten pakken tegen hun rechtstreekse concurrenten met het oog op een top 4 plaats. Het versloeg Aalst met 3-1. Intussen was Roeselare nog steeds actief op het Europese toneel met een druk programma tot gevolg. Het zou op de derde speeldag van deze nacompetitie voor het eerst dit seizoen verliezen op nationaal niveau. Eeuwige rivaal Maaseik versloeg Roeselare met 3-1 en pakte zo de leiderplaats over. Haasrode Leuven deed een goede zaak in de strijd om de top 4 plaatsen door Menen met 3-1 te verslaan. De vierde speeldag herpakte Roeselare zich na de nederlaag op de vorige speeldag. Het won met 3-0 van Gent en riep zo een halt toe aan de reeks van Gent. Gent bleef echter wel op de derde plaats staan. Maaseik won met 3-1 van Menen. Aalst won met dezelfde cijfers van Haasrode Leuven en pakte zo voor het eerst punten in de play-offcompetitie. Het sprong ook over Menen naar de vijfde plaats. Menen was zo de enige ploeg die nog geen punten verzamelde in deze competitie. Er waren echter geen ploegen meer met nul punten aangezien enkel Aalst door hun positie in de reguliere competitie zonder punt(en) gestart was. Menen startte door hun positie in de reguliere competitie met twee punten. De volgende speeldag haalde ook Menen de eerste punten. Het won van Aalst met 3-2 en klom zo opnieuw op gelijke hoogte met de Oost-Vlaamse ploeg. Aalst bleef echter boven Menen op basis van de setratio. Maaseik won met 1-3 van Gent, terwijl Roeselare met 0-3 won van Haasrode Leuven. Halverwege de competitie hadden Maaseik en Roeselare een relatief comfortabele voorsprong op de rest van de ploegen. Deze kloof bedroeg respectievelijk 8 en 7 punten. Gent was opgeklommen in het klassement door een 9 op 9 te halen tegen de drie rechtstreekse concurrenten en nestelde zich op een voorlopige derde plaats. Haasrode Leuven volgde op drie punten op een vierde plaats. Aalst was vijfde en Menen sloot de rij af op een laatste plaats.
Omwille van het Europese programma van Roeselare werd de match Aalst-Roeselare uitgesteld. Menen nam een punt mee uit Gent. Ze verloren echter wel met 2-3. Gent pakte twee extra punten. Haasrode Leuven zorgde voor de verrassing van de speeldag. Nadat ze eerder in Maaseik een punt konden meenemen, wonnen ze in eigen huis met 3-1 van de leider. Door deze uitslagen kwam er een significante kloof tussen de top vier en de overige ploegen. Aalst had echter wel nog steeds een inhaalmatch tegoed. Voor de zevende speeldag laaiden de gemoederen op tussen de top 2 ploegen Maaseik en Roeselare. Deze ploegen speelden op vrijdag tegen elkaar terwijl Roeselare op woensdagavond een Europese match speelde. Maaseik ging echter niet akkoord om de match uit te stellen. De inzet van deze onderlinge confrontatie was de leidersplaats. Roeselare won de match met 3-1 en nam zo de leidersplaats opnieuw over met een gespeelde match minder. Haasrode Leuven won met 0-3 van Menen en verstevigde zo zijn plaats in de top 4. Menen leek uitgeschakeld voor de top 4 plaatsen. Omdat Aalst Gent versloeg met 3-0 sprong Haasrode Leuven tevens naar de derde plaats van het klassement. Aalst hield zijn kansen op een top 4 plaats levendig. De achtste speeldag startte met de West-Vlaamse derby. Roeselare won deze match met 3-0 van Menen. Door deze overwinning was Roeselare zeker van een definitieve plaats in de top 2 en een plaats in de finale. Ook bleef de ploeg zeker aan de leiding na deze speeldag. Menen daarentegen kon niet langer in de top 4 eindigen. Omdat Roeselare de bekerwinnaar was en nu ook zeker was van een ticket voor de Champions League voor het komende seizoen, zouden de nummers 5 en 6 uit de Champions Play-Off een knock-outtoernooi spelen met de twee hoogste ploegen uit de Challenge Play-Off, met het ticket voor de Challenge Cup als inzet. Maaseik hield de 3 punten thuis tegen Aalst. De nummers 3 en 4 verdeelden de punten. Haasrode Leuven en Gent vergrootten zo de kloof met Aalst met respectievelijk 2 en 1 punt(en). Gent kon mathematisch ook niet langer in de top 2 eindigen. Op de voorlaatste speeldag won Haasrode Leuven met 3-0 van Aalst. Met deze overwinning was de thuisploeg mathematisch zeker van de top 4. Gent verloor in eigen huis met 0-3 van Roeselare. Maaseik won met 1-3 van Menen en was zo verzekerd van een plaats in de finale. Door de resultaten van Gent en Maaseik lag ook de eindplaats van Haasrode Leuven vast. Ze eindigden derde. Tussen speeldag 9 en 10 werd de inhaalmatch tussen Aalst en Roeselare afgewerkt. Roesrlare won deze met 0-3. Door dit resultaat vielen enkele sportieve zaken in een definitieve plooi. Roeselare was zeker van het thuisvoordeel voor de finale. Aalst kon niet langer in de top 4 eindigen en was dus zeker van deelname aan de Challenge Ticket Qualification ronde. Gent was bijgevolg verzekerd van de vierde plaats. Op de laatste speeldag zou het onderlinge duel tussen Aalst en Menen uitmaken wie vijfde eindigde in de Champions Play-Off en de daarbijbehorende meest gunstige uitgangspositie voor de Challenge Ticket Qualification ronde. Aalst startte deze match met twee punten voorsprong op Menen. Menen startte goed aan deze match en kwam 0-2 voor. Aalst won de derde set. In een gelijkopgaande vierde set haalde Aalst het uiteindelijk met 32-30 en verzekerde zich zo van de vijfde plaats. Ook de tiebreak won Aalst met het kleinste verschil. Het werd 16-14 in de laatste set waardoor Aalst uiteindelijk met 3-2 won. Roeselare en Maaseik wonnen beide de laatste match van de Champions Play-Off met 3-0, Haasrode Leuven en Gent waren de tegenstanders.

### Tijdens de Challenge Play-Off
Omdat er slechts drie ploegen deelnamen aan de Challenge Play-Off bestond iedere speeldag uit één wedstrijd, terwijl de derde ploeg bye was. Op de eerste speeldag won Waremme de Waalse derby en sprong het meteen van de laatste naar de eerste plaats. De tweede speeldag nam Achel de leidersplaats over door Waremme te verslaan met 1-3. Het bleef echter haasje over gaan op de derde speeldag. Guibertin won van Achel met 0-3 en kwam zo aan de leiding. Halverwege deze competitie hadden alle ploegen één overwinning en één nederlaag behaald. Iedere ploeg had zo drie punten verzamelt, waardoor de bonuspunten de doorslag gaven in het klassement.
Op de vierde speeldag won Waremme opnieuw de Waalse derby. Deze keer moest men echter wel een puntendeling toestaan. Het werd 3-2. Op deze manier behield een ploeg voor het eerst meer dan een speeldag de leiding in deze competitie. Ook op de vijfde speeldag verloor Guibertin via de tiebreak. Deze keer tegen Achel. Guibertin ging de slotspeeldag wel als leider in. Het was echter bye en was afhankelijl van het resultaat tussen Waremme en Achel of het in de top 2 zou eindigen. Indien de match op een 2-3 overwinning zou eindigen voor Waremme, hadden alle ploegen 7 punten. Guibertin zou in dit geval echter laatste eindigen omdat het slechts 1 overwinning gehaald had in deze nacompetitie. Uiteindelijk won Achel de match met 3-2. Het werd zo leider van de Challenge Play-Off. Guibertin eindigde tweede. Beide ploegen plaatsten zich op deze manier voor de Challenge Ticket Qualification ronde. Waremme eindigde laatste. Voor hen zat het seizoen erop.

### Tijdens de Challenge Ticket Qualification
Op de eerste speeldag wonnen de ploegen uit de Champions Play-Off hun matchen. Aalst versloeg Guibertin met 3-0. Menen haalde het tegen Achel met 3-1.
In de daaropvolgende wedstrijd won Menen met 1-3. Het verzekerde zich zo van de vijfde plaats in het eindklassement en de kwalificatie voor de CEV Challenge Cup.

### Tijdens de Play-Off Final
Roeselare had het thuisvoordeel behaald en startte thuis tegen Maaseik. Nadat Maaseik de eerste set won trok Roeselare de match naar zich toe. Het werd 3-1. In de tweede match speelde Maaseik thuis. Roeselare won de eerste set relatief simpel, maar Maaseik stelde orde op zaken in de tweede set. Bij een 1-1 stand volgde een spannende derde set. Deze werd uiteindelijk door Roeselare gewonnen met 27-29. Vervolgens won Roeselare ook de vierde set waardoor de match eindigde met een 1-3 overwinning voor de bezoekers. De eerste set van de derde match begon gelijkopgaand. Bij 15-15 slaagde Maaseik erin een kloof te slaan. Het werd 15-20. Roeselare knokte zich echter opnieuw in de set en won deze uiteindelijk met 32-30. Ook in de tweede set bleven beide teams aan elkaar gewaagd, tot de thuisploeg in moneytime erin slaagde een beslissende kloof te slaan. Roeselare stond op één set van een nieuwe titel. Deze haalde het ook. Het werd 3-0 en Roeselare verlengde hun titel.

## Clubs
Negen ploegen startten aan het seizoen 2022/23 in de Liga. Zeven clubs komen uit Vlaanderen, twee uit Wallonië. De best vertegenwoordigde provincies zijn West-Vlaanderen, Oost-Vlaanderen en Limburg, met ieder twee clubs. Luik, Vlaams-Brabant en Waals-Brabant tellen allen één ploeg. De provincies Antwerpen, Namen, Luxemburg en Henegouwen hebben geen vertegenwoordigers in de hoogste reeks.
Ook het Brussels Hoofdstedelijk Gewest heeft geen vertegenwoordiger in deze competitie.
| # | Club                   | Locatie            | Sporthal                   |
| - | ---------------------- | ------------------ | -------------------------- |
| 1 | Knack Roeselare        | Roeselare          | Tomabelhal Schiervelde     |
| 2 | Greenyard Maaseik      | Maaseik            | Steengoed Arena            |
| 3 | Lindemans Aalst        | Aalst              | Sportcentrum Schotte       |
| 4 | Tectum Achel           | Achel              | De Koekoek                 |
| 5 | Decospan Menen         | Menen              | Vauban                     |
| 6 | Waremme Volley         | Borgworm           | Hall Omnisports            |
| 7 | Caruur Volley Gent     | Oostakker          | Edugo Arena                |
| 8 | Volley Haasrode Leuven | Haasrode           | Sportzaal Haasrode         |
| 9 | Axis Guibertin         | Mont-Saint-Guibert | Centre sportif Jean Moisse |

| 1 2 3 4 5 6 7 8 9 Geografische verspreiding clubs |

## Reguliere competitie
In deze competitie speelden alle ploegen 2 keer tegen elkaar. Eén keer thuis en één keer uit. Op het einde had iedere ploeg 16 matchen gespeeld. De top 6 ging door naar de Champion Play-Off, de laatste 3 naar de Challenge Play-Off (ook gekend als de Play-Downs). Hoe hoger de ploeg eindigde in de reguliere competitie, hoe groter de bonus om te starten aan de Play-Offs. De laatste kreeg 0 bonuspunten, de voorlaatste heeft er 1, enz. Dit gold voor beide nacompetities.
| Pl. | Club                   | Gesp. | 3-0 | 3-1 | 3-2 | 2-3 | 1-3 | 0-3 | SV | ST | Ratio | Ptn. | PO of PD |
| --- | ---------------------- | ----- | --- | --- | --- | --- | --- | --- | -- | -- | ----- | ---- | -------- |
| 1   | Knack Roeselare        | 16    | 11  | 3   | 2   | 0   | 0   | 0   | 48 | 7  | 6,86  | 46   | PO       |
| 2   | Greenyard Maaseik      | 16    | 6   | 5   | 2   | 1   | 1   | 1   | 42 | 18 | 2,33  | 38   | PO       |
| 3   | Volley Haasrode Leuven | 16    | 3   | 3   | 3   | 2   | 3   | 2   | 34 | 30 | 1,13  | 26   | PO       |
| 4   | Decospan Menen         | 16    | 3   | 4   | 1   | 2   | 3   | 3   | 31 | 30 | 1,03  | 25   | PO       |
| 5   | Caruur Gent            | 16    | 4   | 1   | 2   | 4   | 1   | 4   | 30 | 32 | 0,94  | 25   | PO       |
| 6   | Lindemans Aalst        | 16    | 2   | 2   | 2   | 2   | 5   | 3   | 27 | 36 | 0,75  | 18   | PO       |
| 7   | Axis Guibertin         | 16    | 2   | 2   | 1   | 2   | 6   | 3   | 25 | 37 | 0,68  | 16   | PD       |
| 8   | Tectum Achel           | 16    | 1   | 2   | 2   | 1   | 3   | 7   | 20 | 39 | 0,51  | 14   | PD       |
| 9   | Waremme Volley         | 16    | 0   | 3   | 0   | 1   | 3   | 9   | 14 | 42 | 0,33  | 10   | PD       |

## Challenge Play-Off
De laatste 3 ploegen uit de reguliere competitie speelden in de Challenge Play-Off. Dit waren Guibertin, Achel en Waremme. Ze begonnen deze nacompetitie met respectievelijk 2, 1 en 0 bonuspunten. Omdat er in totaal minder dan 10 ploegen in de Liga actief waren was er geen rechtstreekse degradant. Er was sprake dat de laatste in deze nacompetitie een barragewedstrijd zou spelen tegen de nummer 2 uit Nationale 1 om het behoud te verzekeren. Dit is uiteindelijk echter niet doorgegaan, waardoor er geen degradant was uit de Liga naar Nationale 1. De eerste twee ploegen plaatsten zich voor de Challenge Ticket Qualification nacompetitie.
| Pl. | Club           | Gesp. | 3-0 | 3-1 | 3-2 | 2-3 | 1-3 | 0-3 | SV | ST | Ratio | Ptn. | Extra punten | Sportieve gevolgen                       |
| --- | -------------- | ----- | --- | --- | --- | --- | --- | --- | -- | -- | ----- | ---- | ------------ | ---------------------------------------- |
| 1   | Tectum Achel   | 4     | 0   | 1   | 2   | 0   | 0   | 1   | 9  | 8  | 1,12  | 8    | 1            | Qualification Round Challenge Cup ticket |
| 2   | Axis Guibertin | 4     | 1   | 0   | 0   | 2   | 0   | 1   | 7  | 9  | 0,78  | 7    | 2            | Qualification Round Challenge Cup ticket |
| 3   | Waremme Volley | 4     | 1   | 0   | 1   | 1   | 1   | 0   | 9  | 8  | 1,12  | 6    | 0            |                                          |

## Champion Play-Off
De top 6 uit de reguliere competitie speelden Champion Play-Off. Dit waren Roeselare, Maaseik, Haasrode Leuven, Menen, Gent en Aalst. Ze startten deze nacompetitie respectievelijk met 5, 4, 3, 2, 1 en 0 bonuspunten. De eerste twee plaatsten zich voor de finale. De laatste twee moesten in actie komen in de Challenge Ticket Qualification nacompetitie.
| Pl. | Club                   | Gesp. | 3-0 | 3-1 | 3-2 | 2-3 | 1-3 | 0-3 | SV | ST | Ratio | Ptn. | Extra Ptn. | Sportieve gevolgen                       |
| --- | ---------------------- | ----- | --- | --- | --- | --- | --- | --- | -- | -- | ----- | ---- | ---------- | ---------------------------------------- |
| 1   | Knack Roeselare        | 10    | 7   | 2   | 0   | 0   | 1   | 0   | 28 | 5  | 5,60  | 32   | 5          | Champions League en PO finale            |
| 2   | Greenyard Maaseik      | 10    | 3   | 4   | 1   | 0   | 2   | 0   | 26 | 12 | 2,17  | 27   | 4          | Champions League en PO finale            |
| 3   | Volley Haasrode Leuven | 10    | 2   | 2   | 1   | 1   | 2   | 2   | 19 | 19 | 1,00  | 18   | 3          | CEV Cup                                  |
| 4   | Caruur Gent            | 10    | 1   | 2   | 1   | 1   | 1   | 4   | 15 | 22 | 0,68  | 13   | 1          | CEV Cup                                  |
| 5   | Lindemans Aalst        | 10    | 1   | 1   | 1   | 1   | 2   | 4   | 13 | 24 | 0,54  | 9    | 0          | Qualification Round Challenge Cup ticket |
| 6   | Decospan Menen         | 10    | 0   | 0   | 1   | 2   | 3   | 4   | 10 | 29 | 0,34  | 6    | 2          | Qualification Round Challenge Cup ticket |

## Qualification for 5th European ticket
Indien de bekerwinnaar zich ook kwalificeert voor de CEV Champions League, wordt er een extra competitie gespeeld om te bepalen welke ploeg het vijfde Europese ticket bemachtigt. Voor dit seizoen is dit een ticket voor de CEV Challenge Cup. Dit toernooi bepaalt ook de officiële eindstand voor plaatsen 5 t.e.m. 8 in het klassement. Dit omdat volgens de CEV regels de Europese tickets moeten worden verdeeld volgens de volgorde in het eindklassement van de competitie en eventueel de bekerwinnaar. Als deze competitie niet moet worden gespeeld, bepaalt de eindrangschikking van de play-offcompetities (inclusief de finale) de eindrangschikking. 
In deze competitie spelen de nummers 5 en 6 van de Champions Play-Off tegen de nummers 1 en 2 van de Challenge Play-Off. De ploegen uit de Champions Play-Off hebben het thuisvoordeel. Iedere ronde wordt in één match beslist. De nummer 5 van de Champions Play-Off speelt tegen de nummer 2 van de Challenge Play-Off. De nummer 6 van de Champions Play-Off speelt tegen de nummer 1 van de Challenge Play-Off. Vervolgens spelen de winnaars van deze matchen de finale. De ploeg die in de play-offcompetities (Champions en Challenge) het hoogste eindigde krijgt het thuisvoordeel. De winnaar van deze finale eindigt vijfde in het algemene klassement en krijgt het laatste ticket toegewezen. De verliezende finalist wordt zesde in de eindrangschikking. De ploegen die de eerste ronde verloren worden zevende en achtste. De ploeg die het hoogste eindigde in de play-offcompetities (Champions en Challenge) neemt de zevende plaats.
Dit seizoen won Roeselare de beker en kwalificeerde de ploeg zich ook voor de CEV Champions League waardoor deze nacompetitie gespeeld diende te worden.
Ronde 1
| Datum      | Thuisploeg      | Uitslag | Bezoekende ploeg |
| ---------- | --------------- | ------- | ---------------- |
| 29.04.2023 | Lindemans Aalst | 3:0     | Axis Guibertin   |

| Datum      | Thuisploeg     | Uitslag | Bezoekende ploeg |
| ---------- | -------------- | ------- | ---------------- |
| 29.04.2023 | Decospan Menen | 3:1     | Tectum Achel     |

Ronde 2
| Datum      | Thuisploeg      | Uitslag | Bezoekende ploeg |
| ---------- | --------------- | ------- | ---------------- |
| 06.05.2023 | Lindemans Aalst | 1:3     | Decospan Menen   |

Menen won deze competitie. Het eindigde vijfde in het eindklassement en behaalde het bijbehorende Europese ticket voor de CEV Challenge Cup.

## Play-Off Final
De twee hoogst gerangschikte ploegen uit de Champions Play-Off speelden de finale. Dit seizoen waren dit Roeselare en Maaseik. De eerste ploeg met drie overwinningen was de winnaar. Er werd afwisselend thuis en uit gespeeld. De eerste match werd gespeeld in de zaal van de hoogst geplaatste ploeg: Roeselare.
| Datum      | Thuisploeg        | Uitslag | Bezoekende ploeg  |
| ---------- | ----------------- | ------- | ----------------- |
| 28.04.2023 | Knack Roeselare   | 3:1     | Greenyard Maaseik |
| 02.05.2023 | Greenyard Maaseik | 1:3     | Knack Roeselare   |
| 05.05.2023 | Knack Roeselare   | 3:0     | Greenyard Maaseik |

Na drie wedstrijden kroonde Roeselare zich tot kampioen.

## Eindrangschikking
| Pl. | Club                   | Europees         |
| --- | ---------------------- | ---------------- |
| 1   | Knack Roeselare        | Champions League |
| 2   | Greenyard Maaseik      | Champions League |
| 3   | Volley Haasrode Leuven | CEV Cup          |
| 4   | Caruur Gent            | CEV Cup          |
| 5   | Decospan Menen         | Challenge Cup    |
| 6   | Lindemans Aalst        |                  |
| 7   | Tectum Achel           |                  |
| 8   | Axis Guibertin         |                  |
| 9   | Waremme Volley         |                  |

Het ticket van Menen werd uiteindelijk geüpgraded naar een ticket voor de CEV Cup.

## Promoties naar en degradaties uit de Liga op het einde van het seizoen

### Degraderend team
Omwille van het lage aantal ploegen was er dit seizoen geen sportieve degradant.